# Acide phytanique
L'acide phytanique est un acide gras saturé terpénoïde apporté dans l'alimentation par les produits laitiers, la graisse animale de ruminants et certains poissons. L'alimentation occidentale en apporte typiquement entre 50 et 100 µg quotidiennement.
L'acide phytanique ne peut être dégradé par β-oxydation et subit au contraire dans les peroxysomes une α-oxydation en acide pristanique par élimination d'un atome de carbone. L'acide pristanique peut quant à lui être dégradé par β-oxydation. Les patients atteints de la maladie de Refsum ont une α-oxydation génétiquement défectueuse qui ne leur permet pas de métaboliser l'acide phytanique, lequel s'accumule dans le sang et les tissus. Les symptômes sont l'anosmie avec parfois une rétinite pigmentaire, une neuropathie, une ataxie cérébelleuse, une surdité et une ichtyose.
Un apport alimentaire significatif en acide phytanique, surtout des laitages, et en particulier du beurre, est lié à un risque élevé de cancer de la prostate.